# Anna Wladimirowna Sidorowa
Anna Wladimirowna Sidorowa (russisch А́нна Влади́мировна Си́дорова, englisch Anna Sidorova; * 6. Februar 1991 in Moskau) ist eine russische Curlerin.

## Karriere
Bis zum Alter von 13 Jahren war Sidorowa Eiskunstläuferin. Nach einer länger andauernden Beinverletzung gab sie das Eiskunstlaufen auf und widmete sich dem Curling-Sport. Ihr erstes internationales Turnier war die Mixed-Europameisterschaft 2008, bei der sie als Ersatzspielerin des russischen Teams dabei war. Bei ihrer ersten Juniorenweltmeisterschaft spielte sie 2009 auf der Position des Second unter Skip Margarita Fomina. Im gleichen Jahr kam sie als Ersatzspielerin bei der Europameisterschaft in Aberdeen zum Einsatz.
Im Februar 2010 nahm Sidorowa als Lead des russischen Teams unter Skip Ljudmila Priwiwkowa an den Olympischen Winterspielen 2010 in Vancouver (Kanada) teil. Die Mannschaft belegte den neunten Platz. Später im Jahr spielte sie erstmals als Skip bei der Juniorenweltmeisterschaft 2010; ihre Mannschaft kam auf den fünften Platz. 2011 gewann sie bei der Juniorenweltmeisterschaft ihre erste Bronzemedaille; diesen Erfolg konnte sie 2012 wiederholen. Bei der Winter-Universiade gewann sie 2013 und 2015 die Goldmedaille und 2011 die Silbermedaille.
Bei den Erwachsenen spielte sie ihre erste Weltmeisterschaft ebenfalls 2010, noch als Third. Nachdem sie auch bei der Weltmeisterschaft 2011 auf dieser Position gespielt hatte, übernahm sie bei der Europameisterschaft im gleichen Jahr als Skip erstmals die Führung der russischen Frauennationalmannschaft, mit der sie die Bronzemedaille gewinnen konnte. 2012 wurde sie mit ihrer Mannschaft nach einem Finalsieg gegen Schottland (Skip: Eve Muirhead) erstmals Europameisterin. Nach einem fünften Platz 2013 gewann sie bei der Europameisterschaft 2014 die Silbermedaille und bei der Europameisterschaft 2015 ihre zweite Goldmedaille durch einen Sieg gegen die Schottinnen um Eve Muirhead.
Von 2012 bis 2017 führte sie die russische Mannschaft als Skip bei den Weltmeisterschaften. Sie hat einmal die Silbermedaille (2017) und dreimal die Bronzemedaille (2014, 2015 und 2016) gewonnen. Für die Weltmeisterschaft 2018 konnte sie sich mit ihrer Mannschaft (Third: Margarita Fomina, Second: Alexandra Rajewa, Lead: Nkeiruka Jesech) nicht für die Weltmeisterschaft 2018 qualifizieren; stattdessen trat die Mannschaft von Wiktorija Moissejewa für Russland an. Sidorowa wurde aber als Ersatzspielerin nominiert und gewann mit dem russischen Team die Bronzemedaille nach einem Sieg im Spiel um Platz 3 gegen die USA mit Skip Jamie Sinclair.
2014 nahm sie zum zweiten Mal an den Olympischen Spielen teil und kam mit der von ihr geführten Mannschaft in Sotschi auf den neunten Platz. Im Vorfeld modelte sie, um den Curling-Sport zu promoten.